# 王世揚
王世揚（1548年—1608年），字孝甫，号怀棘，直隸廣平府廣平縣李排营村人，民籍，明朝政治人物。

## 生平
萬曆四年（1576年）丙子科順天府鄉試第二十三名，萬曆五年（1577年）聯捷丁丑科會試第三百名，登三甲第七十六名進士。初授行人司行人，万历十年（1582年）选为湖广道监察御史，巡按河南。十七年（1589年）八月升为大理寺右寺丞，历任大理寺少卿、延綏巡撫。万历十九年（1591年）九月，改任宣府巡抚。万历二十二年（1594年）因镇边有功擢升为左副都御史协理都察院事，后又于万历二十三年（1595年）五月升为兵部右侍郎、宣大总督，万历二十七年三月（1599年）升为都察院右都御史，协理京营戎政，九月晋升兵部尚书兼戎政尚书。万历三十二年丁忧还家与四邻和睦相处。叙宣大功，加太子少保，服阕起用。万历三十六（1608年）年世扬卒于家，赠太子太保。

## 家族
曾祖王友；祖父王臣；父王允武（1504年-1562年），字殿邦，號棘亭，歷任南康府通判、两淮盐运司副使、慶王府右長史。前母都氏；母趙氏。慈侍下。兄王對揚。